# ムンバイ・ダイアリーズ
『ムンバイ・ダイアリーズ』（Dhobi Ghat/Mumbai Diaries）は、2011年に公開されたインドのドラマ映画。キラン・ラオの監督デビュー作であり、アーミル・カーン・プロダクションが製作を手掛け、プラティーク・バッバル、モニカ・ドグラ、クリッティ・マルホートラ、アーミル・カーンが出演している。作曲はグスターボ・サンタオラヤが手掛けており、一部に坂本龍一の曲も使用されている。インターミッションなしで上映された最初のインド映画である。
2010年10月にトロント国際映画祭で上映され、2011年1月21日に公開された。芸術映画、パラレル映画に分類される本作は批評家から高い評価を得たものの、興行収入は平均的な結果に終わっている。また、第65回英国アカデミー賞では非英語作品賞の最終候補に残った。

## キャスト
- ムンナ - プラティーク・バッバル
- シャーイ - モニカ・ドグラ（英語版）
- ヤスミン - クリッティ・マルホートラ（英語版）
- アルン - アーミル・カーン
- ヴァトサラ - キトゥ・ギドワーニー（英語版）

## 製作
キラン・ラオはインタビューで、『ムンバイ・ダイアリーズ』はムンバイへの賛辞であり、描かれることのない街の別の側面を描き出そうとした作品と説明している。映画はムンバイでゲリラ撮影された。しかし、2008年に発生したムンバイ同時多発テロの影響を受けて駅での撮影が許可されなかったため、映画の完成が遅れた。キランは『ムンバイ・ダイアリーズ』は5人のキャラクターの物語であり、ムンバイは「5人目のキャラクター」と語っている。撮影はムンバイ市内の建設中の高層ビル、モハメド・アリ・マーケット、ドービー・ガート、チョウパティ、マリーン・ドライブで行われた。撮影は全て市内で行われ、スタジオでのセット撮影は行われなかった。映画は2種類製作され、最初のバージョンは40%英語で製作され、2バージョン目は全てヒンディー語で製作されている。

## 評価

### 興行収入
『ムンバイ・ダイアリーズ』は暗いテーマの芸術映画にもかかわらず、公開後に1億4000万ルピーの興行収入を記録した。また、アメリカ合衆国、イギリス、ドバイでも好成績を収め、公開第2週以降に4250万ルピーの興行収入を記録した。最終的な海外興行収入は1260万ドルとなった。アーミルは興行成績について、「とても満足しています。『ムンバイ・ダイアリーズ』のような映画は本当に画期的です。これは非常に珍しい映画であり、この種類の映画にとって大きなビジネスとなっています。この予算で作られた映画としては、非常に大きな成功を収めた作品です」と語っている。

### 批評
チケット・ピースの編集長バーワナ・ソマーヤは5/5の星を与え、「キラン・ラオは忘れられない映像で単調な仕事と都市の素晴らしさを描き出しています」と批評し、「『ムンバイ・ダイアリーズ』はインド映画の歴史上最も重要な映画の一つであることに疑う余地はありません」と結論付けている。Rotten Tomatoesでは支持率70%、平均評価6.8/10となっている。デイリー・ニュース&アナライシスのブレッシー・チェッティアは「『ムンバイ・ダイアリーズ』と共に、キラン・ラオは真の色彩を表す映画をムンバイに提供しました」と批評した。ザ・ステイツマンのマチュールズ・ポールは4/5の星を与え、「『ムンバイ・ダイアリーズ』は大気の肖像であり、見たくないほど心が痛む瞬間があるビデオ・ダイアリーです。しかし、そこから目を逸らすことはできません」と批評している。ザ・テレグラフのプラティム・D・グプタは『ムンバイ・ダイアリーズ』をサタジット・レイの『チャルラータ』と比較し、都市ムンバイを含む5人のキャラクターが五重奏のように役割を果たすと批評した。ニューデリー・テレビジョンのアヌパマ・チョープラーは3/5の星を与え、「あなたが忍耐力を持ちたいなら、『ムンバイ・ダイアリーズ』を観ましょう。そこには詩と憂鬱が共にあります」と批評した。タイムズ・インターネットのガウラヴ・マラニは2/5の星を与え、「『ムンバイ・ダイアリーズ』は、アートハウス作品を製作しようとするこれ見よがしな試みです」と批評している。